# Madras Army

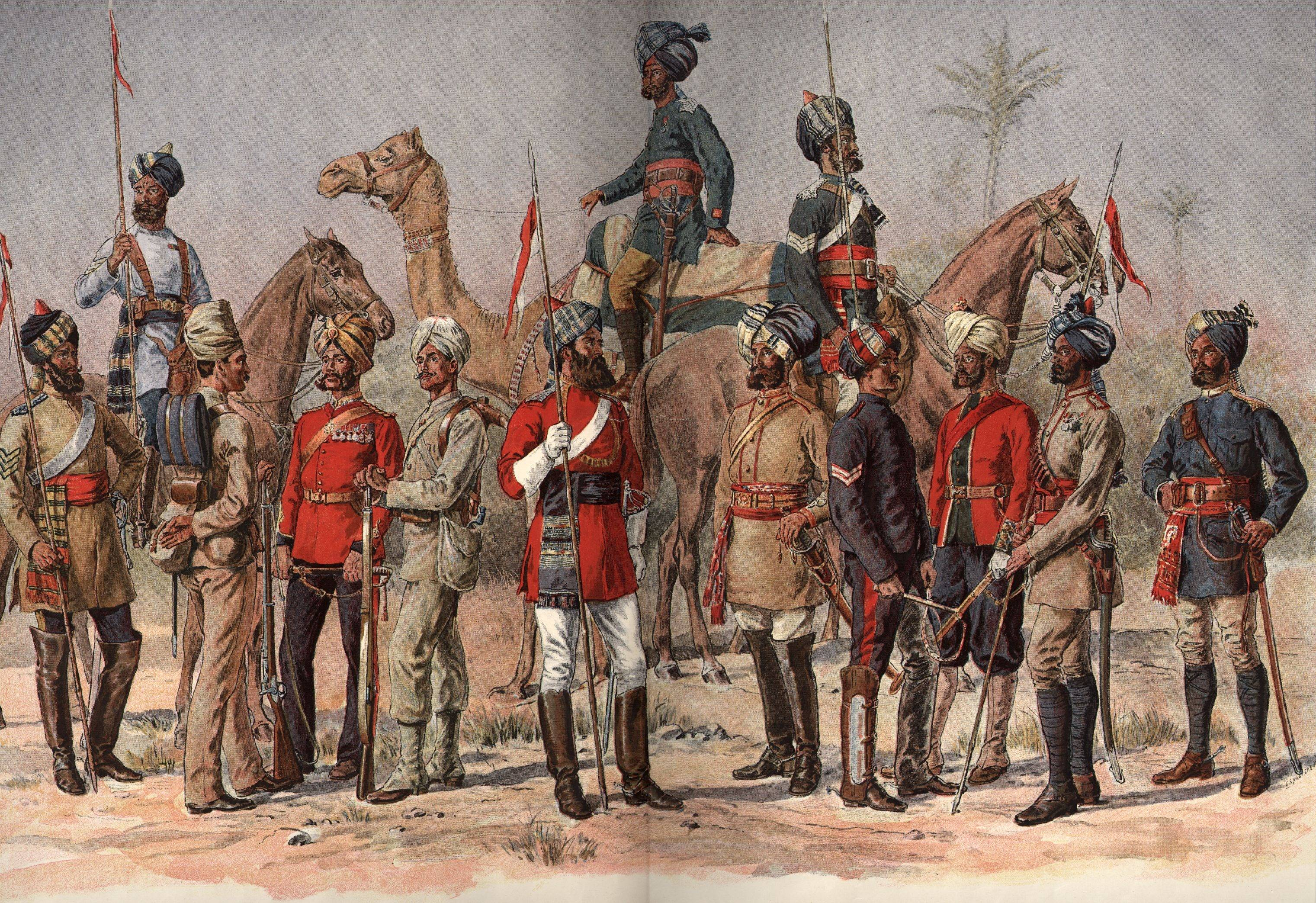
Soldaten verschiedener Regimenter der Madras Army

Die Madras Army war das Heer der Präsidentschaft Madras, einer der drei Präsidentschaften in Britisch-Indien innerhalb des Britischen Weltreichs.
Auch die anderen beiden Präsidentschaften (Bengalen und Bombay) hatten jeweils ein eigenes Heer (Bengal Army und Bombay Army). Die Präsidentschaftsarmeen gehörten wie die Präsidentschaften selbst zur Britischen Ostindien-Kompanie, bis der Government of India Act 1858 (verabschiedet nach dem Indischen Aufstand von 1857) alle drei Präsidentschaften der direkten Autorität der britischen Krone übertrug.
1895 wurden alle drei Präsidentschaftsarmeen zur Britisch-Indischen Armee zusammengelegt.

## Geschichte
Die Madras Army der Britischen Ostindien-Kompanie entstand aus der Notwendigkeit heraus, die kommerziellen Interessen der Kompanie zu schützen und Garnisonen für ihre befestigten Handelsniederlassungen, insbesondere den Hauptsitz Fort St. George, zu stellen. Dazu verfügte sie zunächst hauptsächlich über ungeschultes Wachpersonal und nur einige professionell Bewaffnete. Das erste Regiment europäischer Soldaten in Madras wurde 1661 zur Herrschaftszeit Karls II. aufgestellt und am 23. September 1668 der Ostindien-Kompanie unterstellt. Obwohl das Regiment erst 1748 formell in ein reguläres Battalion umgewandelt wurde, war es schon zuvor, in kleinen Kompanien über die Forts der Präsidentschaft verteilt, für den militärischen Schutz der Interessen der Kompanie zuständig. Die europäischen Soldaten der Präsidentschaft Madras wurden anfänglich nach dem Muster der British Army ausgerüstet und uniformiert. Durch eine königliche Satzung im Jahr 1661 wurde der Präsident und der Rat der Faktorei mit dem Oberbefehl über die dort stationierten Truppen betraut.
Der französische Angriff und die Eroberung von Madras im ersten Karnatischen Krieg im Jahr 1746 zwangen die Briten zu einer militärischen Reorganisation. Im Jahr 1748 organisierte Major Stringer Lawrence das in Madras stationierte europäische Regiment und gründete die Madras Army, indem er 2000 einheimische Sepoys rekrutierte. 1757 beschloss die Britische Ostindien-Kompanie, gut ausgebildete Militäreinheiten aufzustellen, um Operationen durchzuführen, Territorien zu erobern und von lokalen Herrschern Treue einzufordern.
Die zunächst lose organisierten Militäreinheiten wurden später zu Bataillonen zusammengefasst, wobei indische Offiziere lokale Truppen befehligten. Die Ausbildung und Ausrüstung orientierte sich an den Standards der Britischen Armee. Die Truppe bewährte sich 1757 in Bengalen in der Schlacht bei Plassey und 1760 in der Schlacht bei Wandiwash. Die Truppe wurde insbesondere für ihre Standhaftigkeit unter Beschuss hoch gelobt. Im Laufe der Zeit wurden 52 Regimenter einheimische Infanterie (Madras Native Infantry), drei Regimenter in Großbritannien rekrutierte und dauerhaft in Indien stationierte Infanterie (Madras European Infantry), acht Regimenter leichte Kavallerie bzw. Dragoner (Madras Light Cavalry), fünf Regimenter Artillerie (4 × Madras Foot Artillery und 1 × Madras Horse Artillery) und eine Pioniereinheit (Madras Pioneers, später umbenannt zu Corps of Madras Sappers and Miners) aufgestellt.

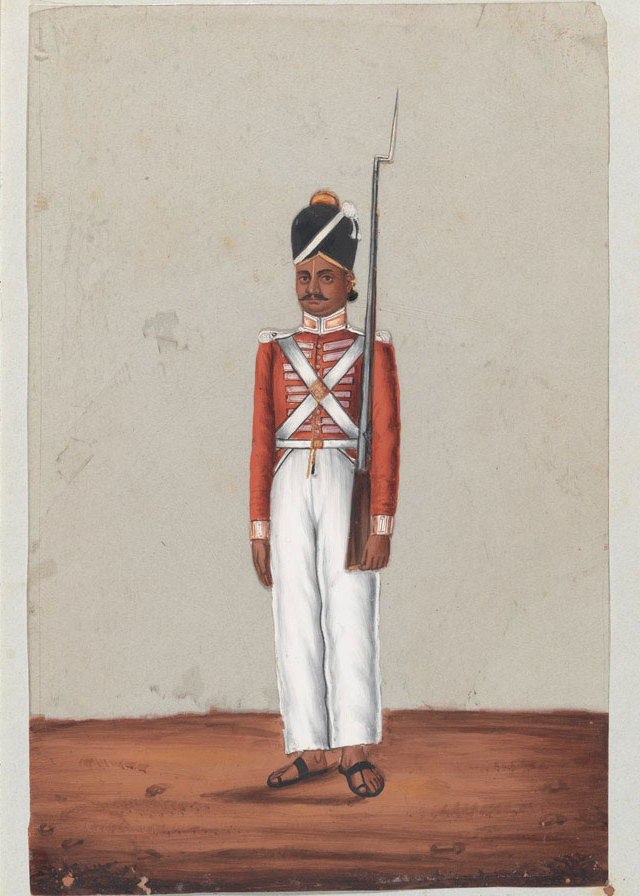
Sepoy der Madras Army (1835)

Die Offiziere der Madras Army waren in den Anfangsjahren mit den örtlichen Bräuchen, Kastenritualen, der Kleidung und sozialen Hierarchie der Soldaten gut vertraut und nahmen darauf hinreichend Rücksicht. Einige führende indische Landbesitzer schlossen sich als Offiziere der Madras Army an. Als die Army expandierte und auch viele neue Offiziere europäischer Herkunft, hauptsächlich aus den Reihen der Ostindien-Kompanie, einstellte, änderten sich der Führungsstil und die Fürsorge der Männer zum Schlechteren. Der berühmteste Vorfall in der Madras Army war die Meuterei in Vellore.

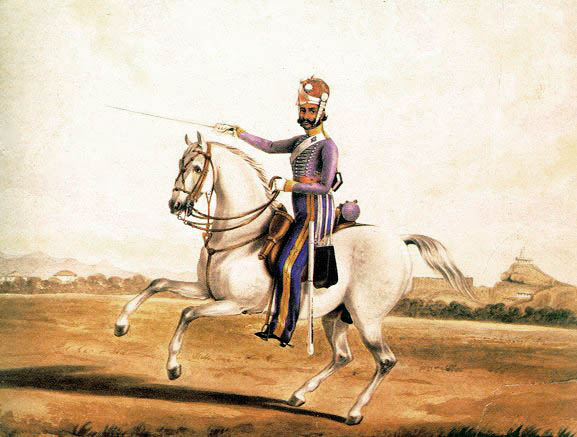
Sepoy der Kavallerie

In den 1830er Jahren befasste sich die Madras Army mit der inneren Sicherheit und der Unterstützung der Zivilverwaltung. Sie war eine multiethnische Armee, in der die britischen Offiziere ermutigt wurden, asiatische Sprachen zu lernen und zu sprechen. In den Jahren 1832–33 ermöglichte überlegene Disziplin und Ausbildung der Madras Army einen Aufstand im Distrikt Visakhapatnam niederzuschlagen.
Die Armee der Präsidentschaft Madras blieb vom Indischen Aufstand von 1857 fast unberührt. Im Gegensatz zur größeren Bengal Army, in der alle bis auf 12 (von 84) Infanterie- und Kavallerieregimenter entweder meuterten oder aufgelöst wurden, blieben alle 52 Regimenter der Madras Native Infantry loyal und gingen in die neue Britisch-Indische Armee über, als die direkte Herrschaft der britischen Krone die der Britischen Ostindien-Kompanie ersetzte. Vier Regimenter der Madras Light Cavalry und der Madras Artillery-Batterien verschwanden jedoch bei der Umstrukturierung der Präsidentschaftsarmeen nach 1858. Die Madras Fusiliers (ein Regiment Madras European Infantry, das von der East India Company für den Dienst in Indien rekrutiert wurde) wurden der regulären Britischen Armee übertragen.
1895 begannen die drei getrennten Präsidentschaftsarmeen einen Vereinigungsprozess, der erst mit den Reformen Kitcheners 1903 abgeschlossen werden sollte. Als erster Schritt wurde die Indische Armee in vier Kommandos aufgeteilt, die jeweils von einem Lieutenant-General kommandiert wurden. Diese umfassten Madras (einschließlich Burma), Punjab (einschließlich der Nordwestgrenze), Bengalen und Bombay (einschließlich Aden). 1903 wurden die separat nummerierten Regimenter der Armeen von Madras, Bombay und Bengalen in einer einzigen organisatorischen Sequenz vereint und die Präsidentschaftszugehörigkeiten verschwanden.
Während die Madras Army bis 1895 als eigenständige Körperschaft bestand, wurden zwischen 1862 und 1864 zwölf der Madras-Native-Infantry-Regimenter aufgelöst. Weitere acht wurden 1882, drei zwischen 1902 und 1904, zwei 1907, vier 1922 und die Übrigen zwischen 1923 und 1933 aufgelöst, so dass die hoch angesehenen Madras Sappers and Miners die einzige Madras-Einheit in der Indischen Armee blieben, bis 1942 während des Zweiten Weltkriegs ein neues Madras-Regiment aufgestellt wurde. Beide Regimenter bestehen weiterhin in der modernen Indischen Armee.
Das allmähliche Auslaufen der Rekrutierung von Soldaten aus der Region Madras für die Indische Armee im späten 19. Jahrhundert zugunsten von Sikhs, Rajputen, Dogras und Punjabis wurde von General Sir Frederick Roberts damit begründet, dass es lange Zeiten des Friedens und der Inaktivität in Südindien gegeben habe, der die Soldaten der Madras-Infanterie den Kampfvölkern des Nordens unterlegen mache. Die Militärhistoriker John Keegan und Philip Mason haben jedoch darauf hingewiesen, dass die Madras-Regimenter unter dem undurchlässigen System der Präsidentschaftsarmee wenig Gelegenheit zum aktiven Dienst an der umkämpften Nordwestgrenze hatten. Infolgedessen entschieden sich die ehrgeizigeren und fähigeren britischen Offiziere der Indischen Armee für den Dienst bei Regimentern der in Nordindien rekrutierten Bengal Army, und die Gesamteffizienz der Madras Army litt entsprechend darunter.

## Meutereien und innere Unruhen
Die Madras Army war ihm Laufe ihrer Geschichte von mehreren Meutereien und inneren Unruhen betroffen. Insbesondere in den Anfangsjahrzehnten gab es wiederholte Unruhen, da die Soldzahlung für die einheimischen Soldaten nicht so zuverlässig und regelmäßig erfolgte, wie die für die europäischen Armeeangehörigen. Solche Unruhen gab es 1752 in Arcot, später in Masulipattinam, 1780 in Tellichery und Vizagapattnam und 1781–1784 in Nagapattinam, Trichinopoly, Madurai und Palamcottah.
Im Jahr 1784 kam es zu Unruhen in Arni und Arcot über im Juli 1777 neu ausgegebene Vorschriften für die Uniformen und Armeeabzeichen. Die neuen Uniformvorschriften schrieben die Kopfbedeckung genau vor und verboten das Tragen von Schmuck etc. Dies empörte indische Armeeangehörige, da damit keine Möglichkeit mehr bestand die Zugehörigkeit zu einer Kaste zu zeigen. Hinzu kamen Unzufriedenheiten mit der unregelmäßigen Soldzahlung. Am 30. April 1784 nahmen Kavalleristen in Arni, die früher unter dem Nawab von Arcot gedient hatten, ihre europäischen Offiziere gefangen und verlangten die Auszahlung des seit zwei Monaten ausstehenden Solds. Nachdem am 15. Mai 1784 ein Regiment europäischer Soldaten aus Arcot vor Ort eingetroffen war, gaben die Meuterer auf. Die Rädelsführer wurden exekutiert, indem sie vor das Mündungsrohr einer Kanone gebunden wurden. Mitläufer wurden nach einer Körperstrafe entlassen. Am 26. September 1784 kam es zu Unruhen europäischer Offiziere in Arcot nach der Ankündigung, dass Soldzulagen (batta) zunächst halbiert werden und dann ganz wegfallen sollten. 255 Offiziere in Arcot und viele weitere anderswo unterzeichneten Protestschreiben. Die Armeeführung sah sich gezwungen, die halbe batta zunächst vorläufig und 1792 dauerhaft wieder einzuführen.

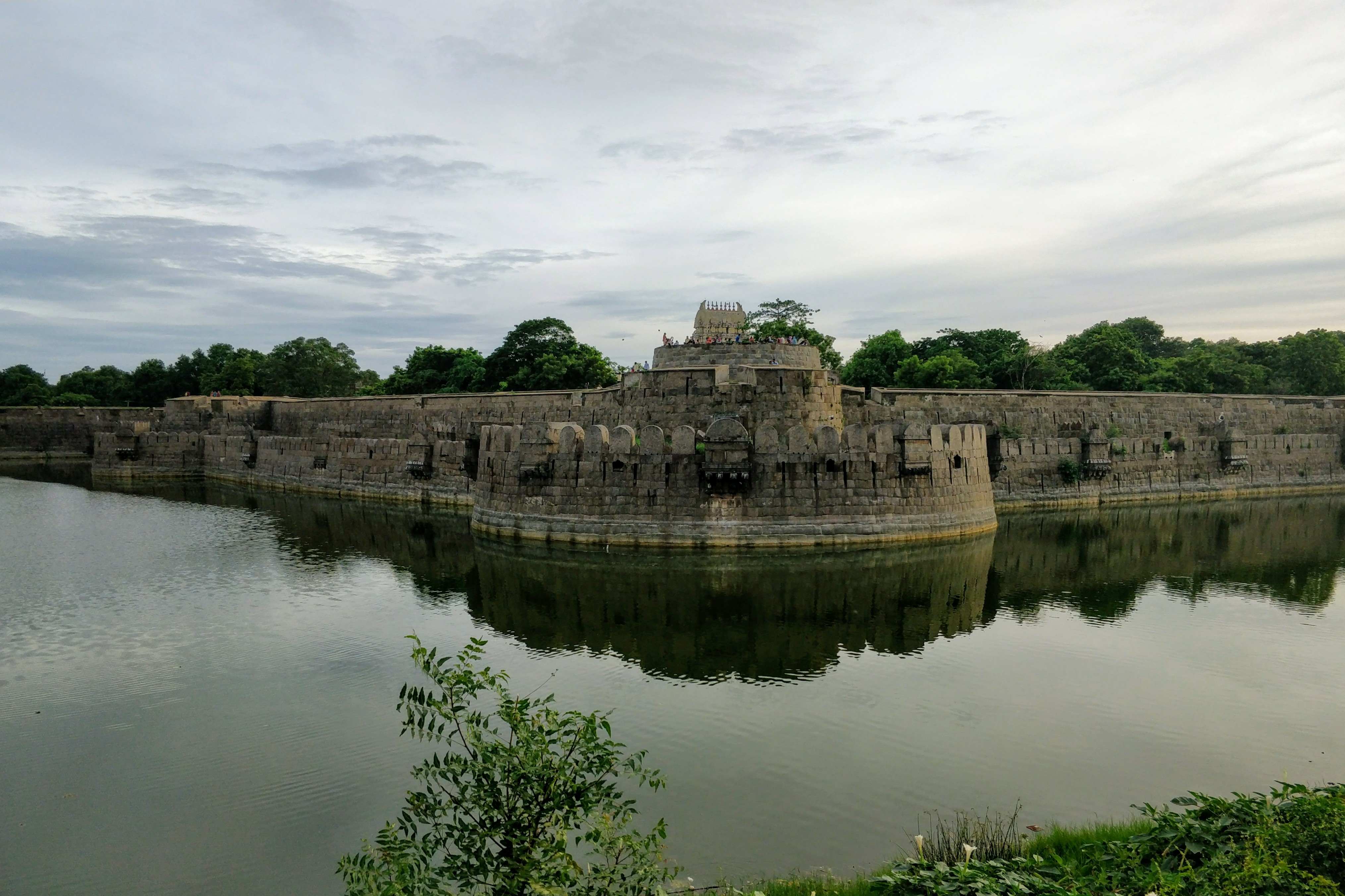
Fort von Vellore

Der schwerwiegendste Aufstand in der Geschichte der Madras Army ereignete sich 1806 in Vellore. Die Meuterei war für die britische Herrschaft besonders kritisch, weil sie sich während der Zeit der Napoleonischen Kriege ereignete, in denen das Vereinigte Königreich durch die französische Dominanz auf dem europäischen Kontinent und ab 1806 durch die Kontinentalsperre vom restlichen Europa abgeschnitten und damit essentiell auf seine Kolonien angewiesen war. Am 14. November 1805 erging eine Anweisung des Oberbefehlshabers John Cradock, der eine neue Kopfbedeckung (Turban) anordnete. Zugleich wurden weitere Kleidungsvorschriften gemacht, die Haar- und Barttracht reguliert und erneut jegliche Kennzeichen der Kastenzugehörigkeit sowie persönlicher Schmuck verboten. Viele Angehörige des 2. Battalions und 4. Regiments weigerten sich, den neuen Turban zu tragen, was dazu führte, dass 21 Sepoys nach einem Prozess in Madras zu einer Körperstrafe verurteilt und entlassen wurden. Die harten Strafen verstärkten den Unmut in der Truppe. Zum Ausbruch der Meuterei trugen wesentlich auch Sympathien einiger Sepoys mit der abgesetzten Fürstendynastie Tipu Sultans und Bestrebungen zu deren Wiedereinsetzung bei. In Vellore befand sich die Residenz der Söhne und Töchter Tipus und in der Stadt und Umgebung lebten zahlreiche frühere Bedienstete und Anhänger der Fürstenfamilie. Am 10. Juli 1806 brach der Aufstand aus, als Sepoys vierzehn Offiziere und etwa 100 Mann des 69. Regiments im Schlaf überraschten und töteten. Unter den Getöteten befand sich auch der Kommandeur des Forts, Colonel St. John Fancourt. Die Rebellen konnten den größten Teil des Forts unter ihre Kontrolle bringen und hissten die Flagge des Sultanats Mysore anstelle des britischen Union Jack. Ein britischer Offizier, Major Coopes, konnte aus dem Fort entkommen und die Garnison in Arcot alarmieren. In großer Eile wurden von dort Truppen in Bewegung gesetzt, die binnen neun Stunden in Vellore ankamen, wo sich einige britische Offiziere noch in einem Teil des Forts verschanzt gehalten hatten. Die Meuterei wurde blutig niedergeschlagen und im Anschluss kam es zu summarischen Massenexekutionen von Sepoys.

## Liste der Oberbefehlshaber der Madras Army
Oberbefehlshaber der Madras Army (Commander-in-Chief, Madras Army) waren:
- Major Stringer Lawrence (Erste Amtszeit) (1748–1749)
- Captain Rodolphus de Gingens (1749–1752)
- Major Stinger Lawrence (Zweite Amtszeit) (1752–1754)
- Lieutenant-Colonel John Adlercron (1754–1757)
- Lieutenant-Colonel Stringer Lawrence (Dritte Amtszeit) (1757–1759)
- Colonel Eyre Coote (Erste Amtszeit) (1759–1761)
- Major-General Stringer Lawrence (Vierte Amtszeit) (1761–1766)
- Brigadier-General John Caillaud (1766–1767)
- Brigadier-General Joseph Smith (Erste Amtszeit) (1767–1770)
- Major-General Eyre Coote (Zweite Amtszeit) (1770)
- Brigadier-General Joseph Smith (Zweite Amtszeit) (1770–1772)
- Colonel Sir Robert Fletcher (1772–1773)
- Major-General Joseph Smith (Dritte Amtszeit) (1773–1775)
- Brigadier-General Sir Robert Fletcher (1775–1776)
- Brigadier-General James Stuart (Erste Amtszeit) (1776–1777, kommissarisch im Amt, im Namen der Ratsmehrheit, die gegen den Gouverneur Lord Pigot putschte)
- Colonel Ross Lang (1777–1778)
- Major-General Sir Hector Munro (1778–1782)
- Major-General James Stuart (Zweite Amtszeit) (1782–1783)
- Colonel Sir John Burgoyne (1783)
- Lieutenant-General Ross Lang (1783–1785)
- Lieutenant-General Sir John Dalling, 1. Baronet (1785–1786)
- Major-General Sir Archibald Campbell (1786–1789, als Gouverneur von Madras)
- Brigadier-General Mathew Horne und Colonel John Floyd (1789–1790)
- Major-General William Medows (1790–1792, als Gouverneur von Madras)
- Colonel John Braithwaite (1792–1796)
- Major-General Alured Clarke (1796–1797)
- Major-General George Harris (1797–1800)
- Major-General John Braithwaite (1800–1801)
- Major-General James Stuart (1801–1804)
- Major-General John Cradock (1804–1807)
- Lieutenant-General Hay McDowall (1807–1810)
- Major-General Sir Samuel Auchmuty (1810–1813)
- Lieutenant-General Sir John Abercromby (1813)
- Lieutenant-General Sir Thomas Hislop, 1. Baronet (1814–1820)
- Lieutenant-General Sir Alexander Campbell (1820–1825)
- Lieutenant-General Sir George Walker, 1. Baronet (1825–1831)
- Lieutenant-General Sir Robert O’Callaghan (1831–1836)
- Lieutenant-General Sir Peregrine Maitland (1836–1838)
- Lieutenant-General Sir Jasper Nicolls (1838–1839)
- Lieutenant-General Sir Samuel Whittingham (1839–1841)
- Lieutenant-General George Hay, 8. Marquess of Tweeddale (1842–1848)
- Lieutenant-General Sir George Berkeley (1848–1851)
- Lieutenant-General Sir Richard Armstrong (1851–1853)
- Lieutenant-General William Staveley (1853–1854)
- Lieutenant-General George Anson (1854–1856)
- Lieutenant-General Sir Patrick Grant (1856–1861)
- Lieutenant-General Sir James Grant (1861–1864)
- Lieutenant-General Sir John Le Marchant (1865–1867)
- Lieutenant-General William McCleverty (1867–1871)
- Lieutenant-General Sir Frederick Haines (1871–1876)
- Lieutenant-General Sir Neville Chamberlain (1876–1880)
- Lieutenant-General Sir Frederick Roberts (1880–1885)
- Lieutenant-General Sir Herbert Macpherson (1886)
- Lieutenant-General Sir Charles Arbuthnot (1886–1891)
- Lieutenant-General Sir James Dormer (1891–1893)
- Lieutenant-General Sir Charles Clarke, 3. Baronet (1893–1895)

## Einsätze der Madras Army
Einheiten der Madras Army wurden insbesondere auch in folgenden Konflikten eingesetzt:
- Dritter Karnatischer Krieg (1756–1763)
- Bengalischer Krieg (1757)
- Britische Invasion der Philippinen (1762–1764)
- Erster Mysore-Krieg (1766–1769)
- Erster Marathenkrieg (1775–1782)
- Zweiter Mysore-Krieg (1780–1784)
- Dritter Mysore-Krieg (1789–1792)
- Vierter Mysore-Krieg (1798–1799)
- Zweiter Marathenkrieg (1803–1805)
- Meuterei in Vellore (1806)
- Dritter Marathenkrieg (1817–1818)
- Erster Anglo-Birmanischer Krieg (1824–1826)
- Erster Anglo-Afghanischer Krieg (1839–1842)
- Erster Opiumkrieg (1839–1843)
- Erster Sikh-Krieg (1845–1846)
- Zweiter Sikh-Krieg (1848–1849)
- Zweiter Anglo-Birmanischer Krieg (1852–1853)
- Zweiter Opiumkrieg (1856–1860)
- Anglo-Persischer Krieg (1856–1858)
- Indischer Aufstand (1857–1859)
- Britische Äthiopienexpedition (1867–1868)
- Zweiter Anglo-Afghanischer Krieg (1878–1881)
- Dritter Anglo-Birmanischer Krieg (1885–1886)